# Патрісія Шуман
Патрісія Шуман (дан. Patricia Schumann; 4 червня 1975) — данська акторка.

## Біографія
Патрісія Шуман народилася 4 червня 1975 року в родині циркового артиста Бенні Шумана и Маріанне Шуман.

Навчалася в Данської національної театральної школі, яку закінчила в 2005 році.

## Кар'єра
Патрісія Шуман дебютувала на екрані в 1994 році у фільмі «Vildbassen».

У 2011 році зіграла другорядну роль у фільмі «Субмарино». За цю роботу отримала премію «Боділ». За цю роль також була номінована на премії «Роберт» і «Zulu Awards».

У 2015 році була номінована на премію «Ekko Shortlist Awards» в категорії "Найкраща акторка в головній ролі" за короткометражний фільм «Дебют» (дан. Debut (DK)).

У 2018 році зіграла персонажа на ім'я Ніколь в телесеріалі «Міст».

## Особисте життя
Патрісія Шуман була одружена з данським актором Томасом Бо Ларсеном.

## Вибрана фільмографія
| Рік       |    | Українська назва          | Оригінальна назва                       | Роль                                |
| --------- | -- | ------------------------- | --------------------------------------- | ----------------------------------- |
| 1994      | ф  |                           | Vildbassen                              | Frk. Morgany                        |
| 2000      | с  |                           | Skjulte spor                            | портьє                              |
| 2007      | ф  | Острів загублених душ     | De fortabte sjæles ø                    | дівчина молодого іспанського хлопця |
| 2007      | кф | Параграф 15               | Paragraf 15                             | жінка на паспортному контролі       |
| 2007      | ф  | Ерік Ніцше                | De unge år: Erik Nietzsche sagaen del 1 | Малене Сьондер                      |
| 2008      | ф  |                           | Preludium                               | Єва                                 |
| 2008      | кф |                           | Snooze                                  | Тригон                              |
| 2008      | с  | Літо                      | Sommer                                  | Міріам                              |
| 2009      | с  | Лулу і Леон               | Lulu & Leon                             | Сабіна Йенсен                       |
| 2009      | с  |                           | Lærkevej                                | Луїза                               |
| 2009      | ф  | Пророцтво                 | Profetia                                | Єва                                 |
| 2010      | ф  | Субмарино                 | Submarino                               | Софі                                |
| 2010      | ф  | Тримай мене               | Hold om mig                             | Мати Луїзи                          |
| 2010—2013 | с  | Уряд                      | Borgen                                  | Таня                                |
| 2011      | с  | Темрява: Ті, хто вбивають | Den som dræber                          | Лоне                                |
| 2011—2018 | с  | Міст                      | Broen                                   | Ніколь                              |
| 2012      | ф  |                           | Sort kaffe & vinyl                      | Софі                                |
| 2012—2020 | с  | Ріта                      | Rita                                    | Кірстен                             |
| 2013      | ф  | Містеріум. Початок        | Kvinden i buret                         | Сьос Норуп                          |
| 2014      | с  |                           | Tidsrejsen                              | Камілла                             |
| 2014      | кф | Дебют                     | Debut (DK)                              | Жозефіна                            |
| 2015      | с  |                           | Klaes the Roommate                      | Патрісія                            |
| 2015      | ф  |                           | Iqbal & den hemmelige opskrift          | мати Сіллес                         |
| 2015      | ф  |                           | Villads fra Valby                       | мати Фріди                          |
| 2016      | ф  | Шеллі                     | Shelley                                 | Нанна                               |
| 2016—2019 | с  |                           | Bedrag                                  | Карін Ньоргар                       |
| 2016      | ф  |                           | Iqbal & superchippen                    | мати Сіллес                         |
| 2017      | с  | В заручниках              | Gidseltagningen                         | Аманда                              |
| 2017      | ф  |                           | Ljusningen                              | Анетт                               |
| 2017      | кф |                           | Walter & Alma                           | Альма мати Джулі                    |
| 2017      | с  | Шляхи Господні            | Herrens veje                            | Урсула                              |
| 2017      | с  | Ідіоти                    | Idioten                                 | Анемона                             |
| 2018      | ф  | Та пора року              | Den tid på året                         | Патрісія                            |
| 2018      | ф  |                           | Brakland                                | Ліліан                              |
| 2019      | ф  | Вальхалла: Тор Раґнарок   | Valhalla                                | Мати                                |
| 2020      | ф  | Прокляті роки             | De forbandede år                        | Луїза                               |
| 2020      | с  | Вбивства в Соммердалі     | The Sommerdahl Murders                  | Бенедикт Йонструп                   |
| 2020      | с  | Слідство                  | Efterforskningen                        | Бетіна Карлсен                      |
| 2021      | с  |                           | Fogedretten                             | Аня                                 |

## Нагороди та номінації
| Нагорода              | Рік  | Категорія                             | Номінована робота | Результат  |
| --------------------- | ---- | ------------------------------------- | ----------------- | ---------- |
| Кінопремія «Боділ»    | 2011 | Найкраща акторка в ролі другого плану | Субмарино         | Отримала   |
| Кінопремія «Роберт»   | 2011 | Найкраща акторка в ролі другого плану | Субмарино         | Номінована |
| Zulu Awards           | 2011 | Найкраща акторка в ролі другого плану | Субмарино         | Номінована |
| Ekko Shortlist Awards | 2015 | Найкраща акторка в головній ролі      | Дебют             | Номінована |